# Вербовцы (Ивано-Франковская область)
Вербовцы (укр. Вербівці) — село в Городенковской городской общине Коломыйского района Ивано-Франковской области Украины.
Население по переписи 2001 года составляло 956 человек. Занимает площадь 14,743 км². Почтовый индекс — 78160. Телефонный код — 03430.

## Известные уроженцы
- Голынский, Михаил Теодорович (1890—1973) — украинский оперный певец.
- Гранах, Александр (1890-1943) — немецкий актёр еврейского происхождения.